# 三木博計
三木 博計（みき ひろかず、1949年12月20日 - 2022年7月14日）は、日本の実業家。元ジェフユナイテッド千葉社長。

## 経歴
埼玉県立熊谷高等学校を経て、1972年山梨大学工学部土木工学科卒業。同年4月に日本国有鉄道に入社。1987年、東日本旅客鉄道東京圏運行本部小山保線区主席助役。2000年、株式会社東日本ジェイアール古河サッカークラブ常務取締役総務部長。2001年同社代表取締役専務、2004年東日本旅客鉄道株式会社東京支社品川駅長、2007年株式会社ジェイアール東日本都市開発 開発事業本部、開発企画部担当部長。
2008年から2011年までジェフユナイテッド千葉代表取締役社長。